# Dioctria mixta
Dioctria mixta är en tvåvingeart som beskrevs av Becker 1923. Dioctria mixta ingår i släktet Dioctria och familjen rovflugor. Inga underarter finns listade i Catalogue of Life.